# Hospital de Benasque
Hospital de Benasque (en aragonés: Hespital de Benás) es una serie de diferentes edificios situados en un paraje denominado Llanos del Hospital perteneciente al término municipal de Benasque a 1.758 metros de altitud.
Este lugar está situado a unos 13 kilómetros del pueblo de Benasque ascendiendo por el curso del río Ésera, dentro del parque natural Posets-Maladeta al pie de la línea de crestas que forma la frontera con la zona geográfica francesa de Comingues. 
Actualmente, el último de estos edificios es un hotel que acoge 55 habitaciones con spa y la estación de esquí de fondo y de montaña de Llanos del Hospital. 

## Historia
La existencia de un hospital en el Valle de Benasque se remonta a la Edad Media cuando los caballeros de la Orden de San Juan iniciaron la construcción de hospitales, en el sentido de la época, para auxiliar a los caminantes que cruzaban los Pirineos por los pasos de montaña del valle.
No se trataba de hospitales para enfermos, en el sentido actual del término, sino más bien se podrían asemejar a posadas para caminantes donde se les ofrecía alojamiento y comida y si era necesario se les curaba de las heridas que podrían haberse causado durante su marcha y podían quedarse alojados en ellos durante un tiempo hasta que se encontraban en condiciones físicas de continuar la marcha.
El hospital ha tenido varias ubicaciones en el valle, no distando entre sí más que unos pocos centenares de metros. Las diversas ubicaciones pueden ser visitadas y se encuentran adecuadamente señalizadas.

El primer hospital data del siglo XII, en torno al año 1172, y de él solo se conservan unas pocas ruinas situadas a unos 600 metros al oeste del actual hospital en coordenadas 42°41′0.92″N 0°36′16.55″E / 42.6835889, 0.6045972 . Junto a sus ruinas se ubican también las ruinas de la capilla de San Salvador también del siglo XII.

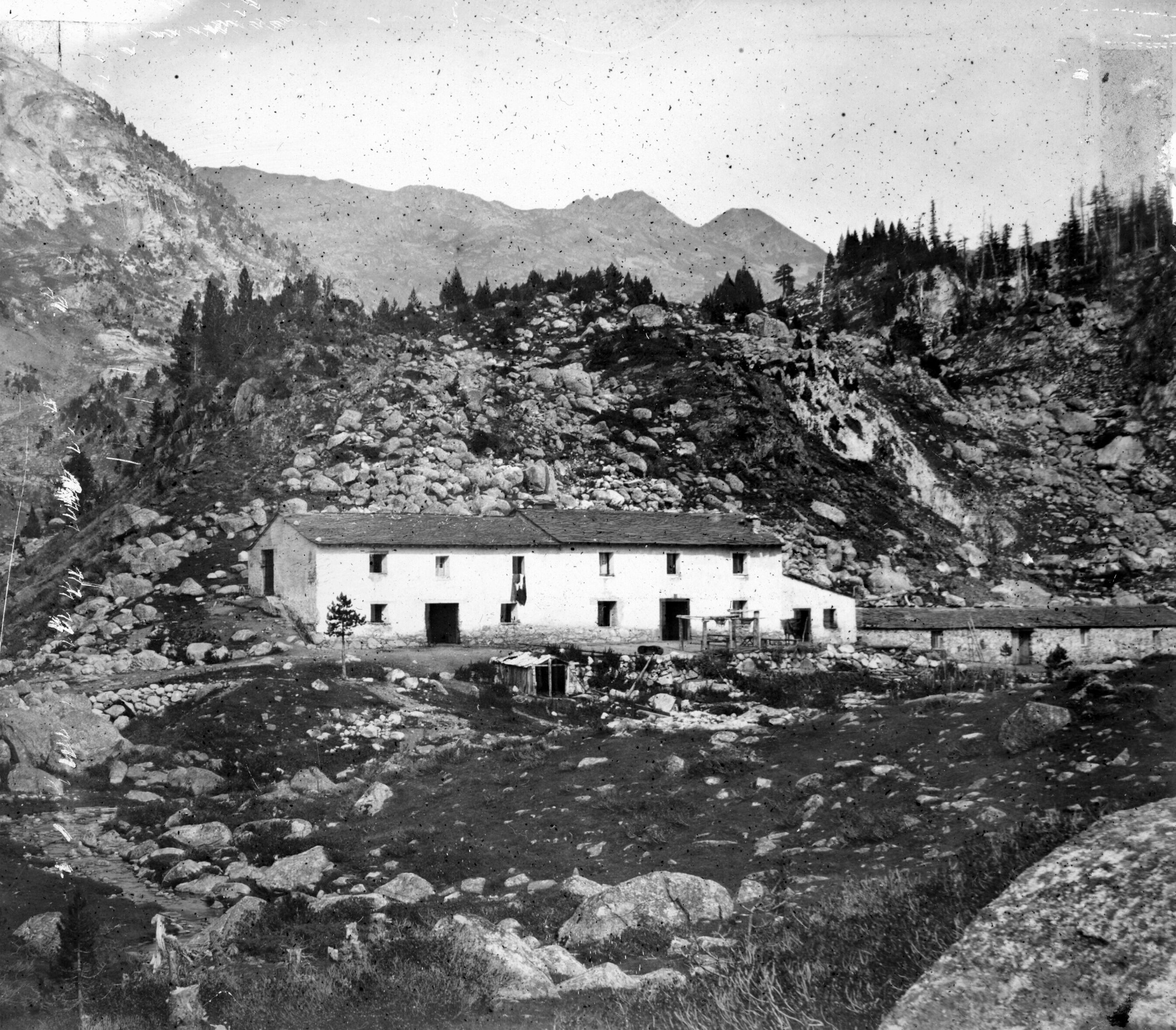
El hospital de 1874

Este emplazamiento se abandonó y en el siglo XVI se construyó un nuevo hospital a unos 500 metros al este del actual hospital en coordenadas 42°41′10.17″N 0°37′12.70″E / 42.6861583, 0.6201944
del que tampoco se conservan más que unas pocas ruinas.
De nuevo, esta segunda ubicación fue abandonada tras ser destruida por un alud el día 6 de enero de 1826, construyéndose un tercer hospital junto a la ubicación del segundo que fue conocido como la "Barraca del puerto".
Posteriormente se construyó otro, en un lugar muy cercano a la tercera, que también fue destruido por un alud hasta que en 1874 se construyó un quinto en la actual ubicación en coordenadas 42°41′2.94″N 0°37′43.93″E / 42.6841500, 0.6288694 sobre el cual está construido el actual hotel.
Tras más de 700 años de uso, si tenemos en cuenta sus diversos emplazamientos históricos, el edificio situado en la quinta ubicación fue también abandonado al final de la guerra civil española.

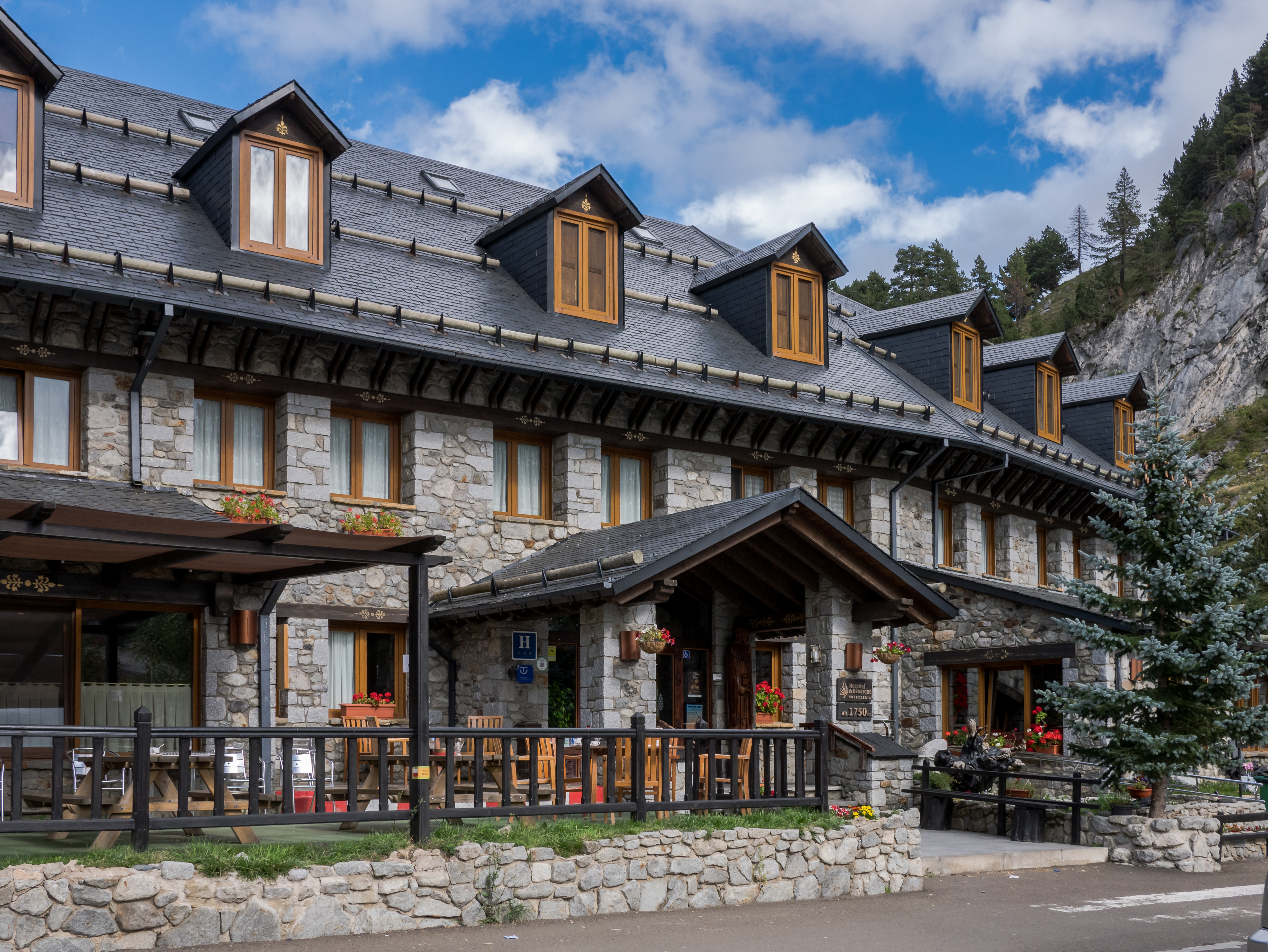
Llanos del Hospital, actual Hotel y SPA.

No fue hasta el año 1990 que se inició la restauración del edificio iniciándose su actividad como hotel en el año 2002.